# Avgas

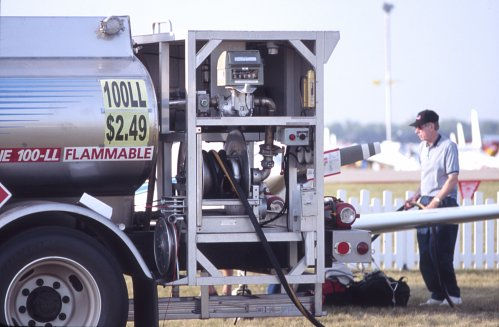
Rifornimento da una autobotte di avgas 100LL venduto nel 2004 a 2,49 $ al gallone.

L'Avgas (in italiano benzina avio) è un combustibile aeronautico ad alto numero di ottano usato per gli aeromobili e nell'automobilismo sportivo. Avgas è una  parola macedonia che deriva dall'inglese aviation gasoline - benzina per aviazione - e si distingue dal mogas (motor gasoline), il termine tecnico inglese impiegato per le benzine usate nelle automobili ordinarie. Per facilitare la rapida individuazione del carburante viene additivato con un colorante blu.
L'Avgas è usato negli aerei equipaggiati con i motori a pistoni convenzionali o Wankel. Anche i motori a turbina possono usare la benzina avio, ma normalmente vengono alimentati con altri combustibili più indicati ed efficienti per le loro caratteristiche. I motori a turbina e Diesel, infatti, sono progettati per usare i combustibili basati sul kerosene.

## Caratteristiche e varietà
Le benzine usate come combustibile per aviazione in genere vengono distinte in base a due numeri che indicano il numero di ottano. Come esempio esiste la denominazione avgas 80/87 (ora quasi completamente indisponibile) e avgas 100/130. Il primo numero indica il numero di ottano calcolato con il metodo "aviation lean" (miscela povera) e porta a risultati simili a quelli dello standard Motor Octane Number (MON) usato per le benzine per autotrazione ordinarie. Il secondo numero, indica il numero d'ottano misurato con lo standard "aviation rich" (miscela ricca), che tenta di riprodurre le impegnative condizioni di impiego aeronautico con miscela ricca, alte temperature e alte pressioni di alimentazione.
La benzina avio ha una pressione di vapore minore e più uniforme rispetto alla benzina per auto, il che le permette di rimanere allo stato liquido ad alta quota, prevenendo il fenomeno indesiderato del vapor lock, il blocco del flusso di carburante causato da bolle nei condotti di alimentazione. Le miscele utilizzate attualmente sono le stesse inizialmente sviluppate negli anni cinquanta e sessanta e gli alti numeri di ottano sono ottenuti mediante l'aggiunta di piombo tetraetile (tetra-ethyl lead - TEL), una  sostanza altamente tossica eliminata dal carburante per le auto nella maggior parte dei paesi durante gli anni ottanta e novanta. 
La frazione principale del petrolio usata per l'avgas si ottiene per alchilazione ed è essenzialmente una miscela di vari isoottani ottenuti anche per reforming in alcune raffinerie.
L'Avgas è disponibile in diverse qualità e per ognuna è prevista una diversa quantità massima di piombo tetraetile. Poiché il TEL è un additivo abbastanza costoso, ne viene usata una minima quantità per raggiungere il numero di ottano richiesto, di conseguenza le concentrazioni reali sono spesso minori della massima consentita.
I jet non usano la benzina avio. Gli aerei con motori a getto usano un combustibile più simile al kerosene che è più indicato per i motori a turbina. Si possono creare  equivoci a causa dei due termini inglesi Avtur e AvJet usati per gli aerei a getto. 

### Tipi

#### 100LL

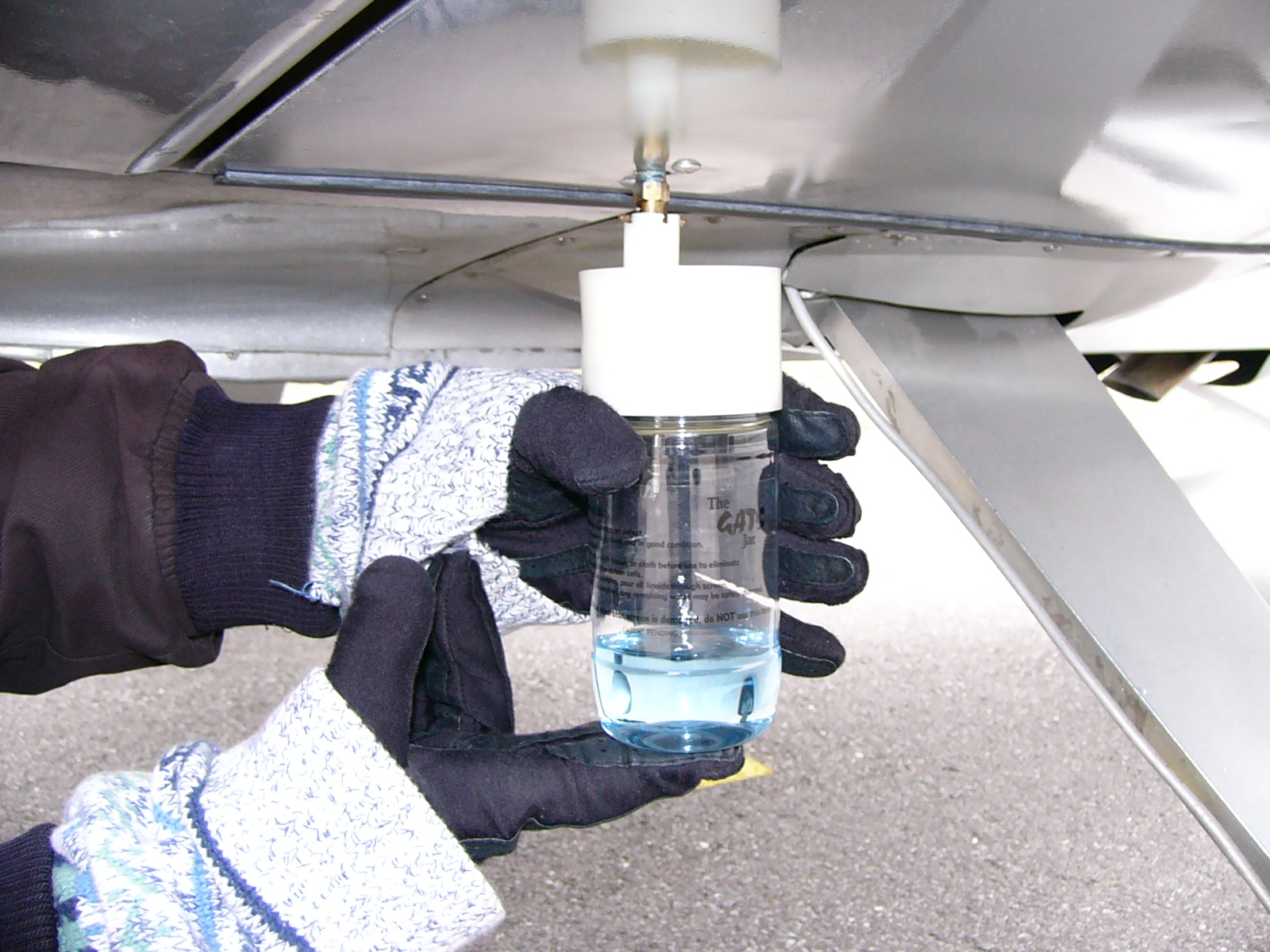
Campione di combustibile prelevato dalla valvola di scarico sotto un'ala, usando un apposito contenitore per l'analisi dei campioni "GATS Jar fuel sampler". Il colore blu del liquido indica che si tratta di avgas 100LL.

L'avgas 100LL (dall'inglese "100 low lead" - basso contenuto di piombo), contiene l'additivo antidetonante TEL, ma in quantità minore rispetto alla benzina 100/130 ad alto contenuto di piombo che in pratica ha sostituito. La maggior parte degli aerei con motori a pistoni funzionano con la 100LL e non è stato ancora trovato un sostituto pratico per questi motori. Sebbene esistano motori che funzionano con carburanti senza piombo, gli aerei vengono spesso scelti con motori che usano la 100LL perché molti aeroporti hanno solo questo tipo di benzina. La 100LL contiene massimo 2 grammi di piombo per gallone, corrispondenti a 0,56 grammi/litro.